# 金知俊

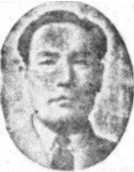
1950年ごろ

金 知俊（キム・ジジュン、朝鮮語: 김지준、1901年7月17日または1909年7月17日または1911年 - 1986年5月6日）は、大韓民国の実業家、政治家。第3代韓国国会議員。

## 経歴
忠清南道洪城郡の貧農の家庭の出身。瀬戸窯業中学校卒。瀬戸製陶会社で勤めた後、忠北製陶社経営者、東光製陶専務、朝鮮製陶専務取締役、国際連合韓国協会忠清北道支部長、大韓人造真珠株式会社社長、忠北実業家同好会会長、清州商工会議所特別会員、自由党所属の国会議員を務めた。
1986年、忠清南道洪城郡広川邑の自宅で持病により死去。享年76。